# Kapllan pasa türbéje
Kapllan pasa türbéje (albánul Tyrbja e Kapllan Pashës) az 1818-ban elhunyt Kapllan Toptani pasa 1820-ban épült síremléke (türbéje) Albánia fővárosában, Tiranában, védett műemlék.
Kapllan pasa a szomszédos Krujában (oszmán nevén Akcsahiszarban) székelő Toptani család feje volt. A Tiranát megalapító Sulejman pasa utolsó fiági örököse, Ahmet pasa 1808-ban bekövetkezett halála után ő lett Tirana ura is. Hogy megszilárdítsa a város feletti hatalmát, a helyi hagyomány szerint négy fiát Ahmet pasa négy lányával házasította össze. 1818-ban bekövetkezett halála után először egyszerűbb sírt kapott, majd 1820-ban felépült díszesebb kialakítású türbéje a város Öregmecsetje és a városalapító Sulejman pasa türbéje közelében. A másik két épület a második világháború során elpusztult, Kapllan pasa türbéje közelítően ma is eredeti helyén áll, de már csak síremlék, nem rejti a pasa hamvait. A nyolcszögletes alaprajzú, nyitott épület árkádsorát növényi motívumokkal díszesen faragott oszlopfők tartják.